# Age of Empires II: Definitive Edition
Age of Empires II: Definitive Edition ist eine überarbeitete Neuauflage von Age of Empires II, die am 14. November 2019 veröffentlicht wurde. Sie enthält alle Inhalte aus Age of Empires II: HD Edition und erhöht die Grafiken nochmals für höhere Auflösung.

## Entwicklung
Auf der Gamescom 2017 wurde am 21. August 2017 die Age of Empires II: Definitive Edition angekündigt. Die 20 Jahre nach dem Original erschienene Neuauflage wurde am 14. November 2019 veröffentlicht. Merkmale der Definitive Edition sind eine Überarbeitung in der audiovisuellen Ebene (4K-Grafik; verbesserter Soundtrack) und neue Inhalte in Form von weiteren spielbaren Kulturen (Kumanen, Litauer, Tataren, Bulgaren) und Kampagnen. Am 31. Januar 2023 erschien die Definitive Edition für Xbox Series.

## Erweiterungen

### Lords of the West
Am 15. Dezember 2020 kündigte Microsoft das Erscheinen einer Erweiterung mit dem Titel Lords of the West für Age of Empires II: Definitive Edition an, die am 26. Januar 2021 erschien. Hauptmerkmale von Lords of the West sind zwei neue spielbare Kulturen (Burgunden und Sizilianer) sowie drei neue Einzelspielerkampagnen.

### Dawn of the Dukes
Am 10. April 2021 kündigte Microsoft das Erscheinen der zweiten Erweiterung für die Definitive Edition von Age of Empires II mit dem Titel Dawn of the Dukes an, die am 10. August 2021 erschien. Es sind drei komplett neue Kampagnen enthalten sowie zwei neue spielbare Kulturen (Polen und Böhmen).

### Dynasties of India
Am 14. April 2022 wurde der DLC Dynasties of India angekündigt und am 28. April 2022 veröffentlicht. Neu hinzugefügt werden die Zivilisationen der Bengalen, Draviden und Gurja und die Kampagnen Babur, Rajendra und Devapala. Um Verwirrungen im Kontext der neuen Völker vorzubeugen, wurde das bereits im Spiel existente Volk der Inder in das der Hindustanen umbenannt.

### Return of Rome
Am 16. Mai 2023 wurde der DLC Return of Rome veröffentlicht. Im Gegensatz zu den anderen Erweiterungen wird in dieser das komplette Spiel verändert. Als Vorlage dient der Vorgänger Age of Empires, von dem man einige Kampagnen und die Zivilisationen übernommen hat. Zusätzlich kam für das Grundspiel die neue Zivilisation der Römer ins Spiel.

### The Mountain Royals
Am 31. Oktober 2023 veröffentlichte Microsoft die fünfte Erweiterung mit dem Namen The Mountain Royals. Neben drei neuen Kampagnen gibt es mit den Armeniern und Georgiern auch zwei neue Zivilisationen. Zudem wurde die Zivilisation der Perser überarbeitet.

## Rezeption
Forgotten Empires beweise, wie zeitlos der Titel sei. Vielen modernen, sehr auf Action getrimmten Titeln sei der Klassiker überlegen. Der LAN-Modus werde vermisst. Die Retro-Neuinterpretation sorge für viel Nostalgiegefühl. Die Definitive Edition sei zeitgemäß aufgehübscht, ohne die Wurzeln zu vergessen. Es handele sich nicht um ein vollständiges Computerspiel-Remake, sondern nur um einen Remaster. Das Spieldesign und die Präsentation sei nicht mehr zeitgemäß. Die Verbesserungen der Benutzeroberfläche, die überarbeiteten Grafiken und die neuen Sounds seien hingegen vorbildlich. Die KI zeige Verbesserungsbedarf. Das Spiel stürze öfter ab und die Server für den Mehrspieler liefen nicht stabil. Die Einzelspielerelemente seien überragend. Trotz zahlreicher Detailverbesserungen könne das über 20 Jahre alte Spiel nicht mit modernen Genrevertretern mithalten. Neulingen könne es nicht vorbehaltlos empfohlen werden. Es gebe sinnvolle Ergänzungen sowie viele neue Inhalte. Der Umfang erschlage den Spieler förmlich.
In Tonio Schachingers Roman Echtzeitalter (2023) nimmt Age of Empires II eine große Rolle ein: Der Hauptprotagonist, ein österreichischer Schüler eines elitären Gymnasiums, entwickelt eine Affinität zum Echtzeitstrategiespiel und entwickelt sich zu einem der besten AoE-Turnierspieler der Welt.